# Átila, o Huno (telessérie)
Átila, o Huno (Attila, no original em inglês) é uma série de televisão estadunidense de 2001, dirigida por Dick Lowry e estrelada por Gerard Butler.

## Sinopse
A narrativa segue principalmente Átila, o Huno (reinou de 434 a 453 EC) durante sua ascensão ao poder, a unificação violenta das tribos hunas e as campanhas subsequentes, primeiro contra o Império Romano do Oriente e, mais tarde, contra os visigodos e o Império Romano do Ocidente.
Uma narrativa paralela segue o general romano Flávio Aécio, o principal antagonista de Átila, que trabalha vigorosamente para manter o Império Ocidental intacto, apesar das facções políticas, de um imperador fraco e de um fluxo constante de invasões bárbaras.

## Elenco
- Gerard Butler                           - Átila
- Powers Boothe                           - Flávio Aécio
- Simmone Jade Mackinnon                  - N'Kara/Ildico
- Reg Rogers                              - Valentiniano 3.º
- Alice Krige                             - Gala Placídia
- Pauline Lynch                           - Galeno
- Steven Berkoff                          - Rugila
- Andrew Pleavin                          - Orestes
- Tommy Flanagan   - Bleda
- Kirsty Mitchell                         - Honória
- Jonathan Hyde                           - Flávio Félix
- Tim Curry                               - Teodósio 2.º
- Janet Henfrey                           - Palcária
- Liam Cunningham                         - Teodorico 1.º
- Rollo Weeks                             - Átila jovem
- Richard Lumsden                         - Petrônio
- Mark Letheren                           - Torismundo
- Jolyon Baker                            - Mundíuco
- David Bailie                            - Xamã